# 泰尔米尼-伊梅雷塞
泰尔米尼-伊梅雷塞（義大利語：Termini Imerese），是意大利西西里大区巴勒莫广域市的一个市镇。总面积77.58平方公里，人口27568人，人口密度355.3人/平方公里（2009年）。ISTAT代码为082070。